# Nora Cleary
Nora Cleary (1924-1988) was een Ierse folkzangeres en lilter wonende in de buurtschap "The Hand" nabij Milltown Malbay, County Clare, Ierland.
Nora Cleary was het op een na jongste kind van Daniel en Catherine Cleary. Uitgezonderd enige korte perioden in Clounlaheen en Manchester heeft zij haar hele leven in "The Hand" gewoond. Haar ouders waren al muzikaal en zij werd verder gestimuleerd door de leraren van de Shanaway National School. Op vrij jonge leeftijd begon zij al met zingen in McCarthy's Pub in Clounlaheen, wat zij haar hele leven is blijven doen. Zij overleed na een korte ziekte.
Zij zong niet alleen ballades en straatliederen maar ook lokale liederen en liederen over specifieke onderwerpen. Een aantal van die liederen heeft ze zelf geschreven.

## Discografie
Opnames van Nora Cleary zijn uitgegeven op verschillende verzamelalbums:
- The Lambs on the Green Hills, Songs of County Clare; 1978, Topic Records[3]
- Voice of the People, Vol. 6: O'Er His Grave the Grass Grew Green; 1999, Topic Records[4]
- Voice of the People, Vol. 7: First I'm Going to Sing You a Ditty; 1999, Topic Records[5]
- We've Received Orders to Sail; 1999, Topic Records[6]
- Around the Hills of Clare; 2004, Musical Traditions Records[7] Zang en lilting.[8]